# Championnat d'Italie de football de deuxième division 1975-1976
Navigation
Édition précédente Édition suivante
La saison 1975-1976 de Serie B, organisée par la Lega Calcio pour la trentième fois, est la 44e édition du championnat de deuxième division en Italie. Les trois premiers sont promus directement en Serie A et les trois derniers sont relégués en Serie C.
À l'issue de la saison, le Genoa CFC termine à la première place et monte en Serie A 1976-1977 (1re division), accompagné par le vice-champion, l'US Catanzaro  et le troisième Foggia.

## Compétition
Le classement est établi sur le barème de points suivant :
- Victoire : 2 points
- Match nul : 1 points
- Défaite, forfait ou abandon du match : 0 point

La différence de buts départage les égalités de points. 

### Classement
| Rang | Équipe              | Pts | J  | G  | N  | P  | Bp | Bc | Diff |
| ---- | ------------------- | --- | -- | -- | -- | -- | -- | -- | ---- |
| 1    | Genoa CFC           | 45  | 38 | 14 | 17 | 7  | 57 | 33 | +24  |
| 2    | US Catanzaro        | 45  | 38 | 16 | 13 | 9  | 36 | 23 | +13  |
| 3    | Foggia              | 45  | 38 | 15 | 15 | 8  | 28 | 23 | +5   |
| 4    | Varèse Calcio R     | 44  | 38 | 15 | 14 | 9  | 50 | 37 | +13  |
| 5    | Brescia             | 43  | 38 | 13 | 17 | 8  | 42 | 37 | +5   |
| 6    | Novara Calcio       | 41  | 38 | 10 | 21 | 7  | 31 | 29 | +2   |
| 7    | S.P.A.L.            | 40  | 38 | 14 | 12 | 12 | 40 | 36 | +4   |
| 8    | Modène FC P         | 39  | 38 | 13 | 13 | 12 | 30 | 34 | -4   |
| 9    | Avellino            | 38  | 38 | 15 | 8  | 15 | 38 | 34 | +4   |
| 10   | Atalanta Bergamo    | 38  | 38 | 13 | 12 | 13 | 26 | 24 | +2   |
| 11   | Palermo             | 38  | 38 | 11 | 16 | 11 | 34 | 35 | -1   |
| 12   | Tarente Sport       | 38  | 38 | 11 | 16 | 11 | 28 | 31 | -3   |
| 13   | Sambenedettese      | 38  | 38 | 11 | 16 | 11 | 26 | 30 | -4   |
| 14   | Pescara             | 38  | 38 | 12 | 14 | 12 | 25 | 32 | -7   |
| 15   | Ternana Calcio R    | 37  | 38 | 11 | 15 | 12 | 30 | 33 | -3   |
| 16   | Lanerossi Vicenza R | 35  | 38 | 9  | 17 | 12 | 36 | 30 | +6   |
| 17   | Calcio Catane P     | 35  | 38 | 9  | 17 | 12 | 27 | 30 | -3   |
| 18   | Plaisance FC P      | 32  | 38 | 10 | 12 | 16 | 42 | 50 | -8   |
| 19   | Football Brindisi   | 27  | 38 | 7  | 13 | 18 | 20 | 41 | -21  |
| 20   | Reggiana AC         | 24  | 38 | 5  | 14 | 19 | 31 | 50 | -19  |

|  | Promotion en Serie A                        |
|  | Relégation en Serie C                       |
|  | P : Promu de Serie C R : Relégué de Serie A |